# Esme i Roy
Esme i Roy (ang. Esme & Roy) – kanadyjsko-amerykański serial animowany, który swoją światową premierę miał 18 sierpnia 2018 roku na kanale HBO oraz Treehouse TV i jest tworzony przez Dustin Ferrer i Amy Steinberg.

## Fabuła
Esme i Roy śledzą młodą dziewczynę o imieniu Esme i jej najlepszego przyjaciela potwora, Roya, najbardziej poszukiwanych „opiekunów potworów” w Monsterdale, mieście zamieszkanym głównie przez potwory. Duet postanowił rozwiązać duże problemy, grając i pomagając młodym potworom w ich problemach.